# いろはにほへどカキクケコ
もしかして
- いろはにほへどカケキクコ

ではありませんか？